# فلوريان ويلبروك
فلوريان ويلبروك (بالألمانية: Florian Wellbrock)‏ (مواليد 19 أغسطس 1997) هو سبّاح ألماني، مثّل بلاده في الألعاب الأولمبية الصيفية 2016.

## روابط خارجية
فلوريان ويلبروك على موقع الاتحاد الدولي للسباحة (الإنجليزية)
- فلوريان ويلبروك على موقع SwimRankings.net (الإنجليزية)
- فلوريان ويلبروك على موقع اللجنة الأولمبية الدولية (الإنجليزية)
- فلوريان ويلبروك على موقع أوليمبيديا (الإنجليزية)
- فلوريان ويلبروك على موقع اللجنة الأولمبية الألمانية (الألمانية)